# Anomala luticolor
Anomala luticolor är en skalbaggsart som beskrevs av Ohaus 1925. Anomala luticolor ingår i släktet Anomala och familjen Rutelidae. Inga underarter finns listade i Catalogue of Life.